# Unidá Nacionalista Asturiana
Unidá Nacionalista Asturiana (UNA) fue una federación de partidos de ideología nacionalista asturiana, formada principalmente por Izquierda Asturiana (IAS) y Andecha Nacionaliega (formación cuyos miembros provienen de Andecha Astur, litigando ambas partes por el nombre de Andecha Astur).
Inicialmente se creó como la coalición electoral UNIDÁ, y toma su nombre del partido que ya existió entre finales de los años 80 y principios de los 90, que llegó a obtener representación en la Junta General del Principado de Asturias.

## Historia
Desde la creación de Andecha Astur (AA) y un año después Izquierda Asturiana (IAS), ambas formaciones políticas habían lidiado por el mismo espacio político.
Los segundos, por su parte, trataron de ampliar su campo de acción aliándose con Izquierda Nacionaliega d'Asturies (INA) y la sección asturiana del Partido Comunista de los Pueblos de España (PCPE), en una formación nueva llamada Bloque de la Izquierda Asturiana (BIA), que se desmembró al poco como consecuencía de los pobres resultados obtenidos en las elecciones a las que se presentaron y por la decisión de aliarse con IU de una parte de éste, encabezada por Rafael Palacios, que a la postre crearía el Bloque por Asturies.
Tanto AA como IAS tenían dentro de ellas sectores favorables a la unión de ambas organizaciones; no obstante, este conflicto acabó en el caso de IAS por mostrarse favorable a un acuerdo electoral entre ambas, y en el caso de AA en una división resuelta en los juzgados.
Finalmente la Unidá (Unidad en lengua castellana) se constituyó en abril de 2007 como una coalición de partidos nacionalistas integrada por Izquierda Asturiana, militantes provenientes de Andecha Astur (bajo la denominación de Andecha Nacionaliega), y por las agrupaciones locales Andecha por Carreño, Andecha por Corvera, Asturianistes por Nava y Asturianistes por Piloña, así como por independientes del mundo asturianista. En el mismo mes presentaron oficialmente a su candidato a la Junta General, el escritor y médico psiquiatra Ignaciu Llope.
Asimismo, marcaron las líneas generales de su acuerdo programático, que incluían la defensa de la lengua, cultura e identidad asturiana; la lucha contra la crisis económica y laboral que sufre Asturias, así como la corrupción en ciertos niveles y los atentados ecológicos de los que acusaban al gobierno del Principado; y, en general, la implantación de un nuevo modelo de desarrollo territorial, a partir de un nuevo estatuto de autonomía que supusiera una ampliación importante en comparación con el actual, y que consideran imprescindible, además de una apuesta por una opción que de continuidad a una unidad que creen que el nacionalismo asturiano de izquierda necesitaba desde hacía años para avanzar hacia el reconocimiento del derecho de autodeterminación de Asturias.
Esta organización, que tenía carácter nacionalista asturiana, de izquierdas y ecologista, se presentó a las elecciones autonómicas y municipales de mayo de 2007 coaligada con otro partido más, Los Verdes-Grupu Verde que posteriormente no se integraría en la federación de partidos. En las elecciones a la Junta General del Principado obtuvo 4.119 votos (0,70%) y ningún escaño.
En junio de 2008, Unidá adoptó oficialmente el nombre de Unidá Nacionalista Asturiana, transformándose en una federación de partidos entre Izquierda Asturiana y Andecha Nacionaliega y manteniendo un acuerdo de colaboración estable y orgánico con Asturianistes por Nava (ApN). El 21 de junio de 2008 en su congreso fundacional y después de haber decidido los partidos integrantes la conversión de la coalición de partidos UNIDÁ, en la federación UNA, se dejó abierto el campo para que independientes que no militen en ninguna de las fuerzas constituyentes puedan hacerlo en la federación.
El 1 de marzo de 2010, poco antes de su II Congreso, UNA firmó un acuerdo de colaboración estable con Asturianistes por Nava (ApN), dentro de una estrategia de pactos con fuerzas asturianistas locales, de cara a conseguir un amplio frente electoral para las elecciones autonómicas de 2011.

Los días 6 y 7 de marzo UNA celebró su II Congreso, el primero de cara a la sociedad asturiana, ya que el anterior había sido el Congreso Fundacional. Durante el mismo trató de reividicar la opción asturianista, de izquierdas y ecologista, así como de crear un espacio asturiano alternativo a las fuerzas estatales que gobiernan en Asturias (PP, PSOE e IU).
A este congreso fueron invitadas una veintena de organizaciones, entre las que destacan todas las del ámbito asturianista, Aralar y Chunta Aragonesista.
En febrero de 2011 se anunció que UNA y Bloque por Asturies concurrirían en coalición a las elecciones autonómicas de 2011. Aunque se barajó la participación de Andecha Astur en dicha coalición, finalmente ésta concurrirá por separado.

## Ideología
UNA es un partido nacionalista asturiano, pero también de izquierdas, y sus puntos fundamentales se refieren a las reivindicaciones lingüísticas y culturales asturianas, a la igualdad sexual, a las mejoras de los entornos laborales-sociales y al ecologismo.
Esta federación ha desarrollado una importante actividad en la defensa de los derechos lingüísticos del idioma asturiano, reivindicando la oficialidad del asturiano así como la supervivencia del patrimonio cultural de dicho territorio. En repetidas ocasiones ha manifestado su oposición a los partidos de ámbito estatal que gobiernan Asturias, por considerar que éstos tratan a los asturianos como ciudadanos de segunda al no reconocer sus derechos lingüísticos.
En todo momento UNA ha luchado por la igualdad de género, ya sea denunciando discriminación que sufren en muchos ámbitos las mujeres como apoyando la lucha por la igualdad que vienen desarrollado muchos colectivos homosexuales.
Dado que Asturias es una de las zonas más contaminadas de Europa debido a la producción industrial que tradicionalmente ha crecido en torno a la siderometalurgía, para UNA es imprescindible mejorar la calidad del aire y suelos asturianos, oponiéndose a la instalación de industrias altamente contaminantes y exigiendo que se implanten las medidas correctoras necesarias en las actuales. Uno de los puntos en los que más ha centrado su actividad la federación es en la política energética, llegando a realizar campañas específicas en contra de la instalación de más centrales térmicas en tierras asturianas. "Nun queremos ser la pila d'España" fue el título de las ponencias realizadas en dicha campaña.

## Resultados electorales y representación institucional
Como UNIDÁ sus resultados en las elecciones autonómicas de 2007 fueron modestos, si bien se trató de los más altos en la historia del nacionalismo de izquierdas en Asturias, con 4.119 votos (0,7%). Mientras, en las elecciones municipales, la coalición, gracias a sus agrupaciones locales, obtuvo cuatro concejales: dos en Nava (Asturianistes por Nava), uno en Carreño (Andecha por Carreño) y otro en Piloña (IAS-Asturianistes), donde un pacto de gobierno otorgó además a la formación tres concejalías y la tenencia de alcaldía. Estos también son los mejores resultados nunca obtenidos por una opción política de este tipo. Sin embargo, el concejal de Piloña, José Ángel García, que formaba parte del equipo de gobierno encabezado por el PSOE fue suspendido de militancia por Izquierda Asturiana, sin que el concejal abandonase su acta, pese a haber sido declarado tránsfuga, por la comisión antitransfuguismo, por lo que Unidá perdió su representación en dicho municipio.
En las elecciones generales de 2008, las primeras a las que concurría, Unidá obtuvo 833 votos (0,12% en Asturias). En 2009 se presentó en solitario a las elecciones europeas. Obtuvo 3.183 votos (de ellos 1.155 en Asturias, comunidad en la que obtuvo el 0,27% de los votos a candidaturas, siendo la séptima fuerza más votada).
En las elecciones autonómicas de 2011 UNA acudió en coalición junto con el Bloque por Asturies a las elecciones, obteniendo el mayor número de votos de la historia para una coalición electoral nacionalista asturiana de izquierdas, con 6.337 votos (1,05% de los votos válidos totales). En las elecciones municipales de 2011 obtuvo 5.460 votos y 2 concejales, también en coalición con Bloque por Asturies.